# Mario Martinez (sztangista)
Mario Alvarez Martinez (ur. 6 lipca 1957 w Salinas w Kalifornii, zm. 14 stycznia 2018 w Dublin w Kalifornii) – amerykański sztangista.
Trzykrotny olimpijczyk (1984, 1988, 1992), srebrny medalista olimpijski (1984), wicemistrz świata (1984), trzykrotny medalista igrzysk panamerykańskich oraz 10-krotny mistrz Stanów Zjednoczonych w podnoszeniu ciężarów, w wadze superciężkiej (powyżej 108 kg lub 110 kg).

## Osiągnięcia

### Letnie igrzyska olimpijskie
- Los Angeles 1984 –  srebrny medal (waga superciężka)
- Seul 1988 – 4. miejsce (waga superciężka)
- Barcelona 1992 – 8. miejsce (waga superciężka)

### Mistrzostwa świata
- Los Angeles 1984 –  srebrny medal (waga superciężka) – mistrzostwa rozegrano w ramach zawodów olimpijskich

### Igrzyska panamerykańskie
- Indianapolis 1987 –  złoty medal (waga superciężka)
- Hawana 1991 –  srebrny medal (waga superciężka)
- Mar del Plata 1995 –  brązowy medal (waga superciężka)

### Mistrzostwa Stanów Zjednoczonych
- 1982 –  złoty medal (waga superciężka)
- 1983 –  złoty medal (waga superciężka)
- 1984 –  złoty medal (waga superciężka)
- 1985 –  złoty medal (waga superciężka)
- 1986 –  złoty medal (waga superciężka)
- 1987 –  złoty medal (waga superciężka)
- 1988 –  złoty medal (waga superciężka)
- 1989 –  złoty medal (waga superciężka)
- 1991 –  złoty medal (waga superciężka)
- 1992 –  złoty medal (waga superciężka)